# Gnaphosa azerbaidzhanica
Gnaphosa azerbaidzhanica är en spindelart som beskrevs av Tatiana Konstantinovna Tuneva och Sergei L. Esyunin 2003. Gnaphosa azerbaidzhanica ingår i släktet Gnaphosa och familjen plattbuksspindlar.
Artens utbredningsområde är Azerbajdzjan. Inga underarter finns listade i Catalogue of Life.